# Giacomo II da Carrara
Giacomo II da Carrara (talvolta Jacopo; Padova, inizio XIV secolo – 19 dicembre 1350) è stato un politico italiano, signore di Padova dal 1345 alla morte.

## Biografia
Figlio di Nicolò, nacque a Padova nei primi anni del XIV secolo. Ancora molto giovane (luglio 1327), fu fatto prigioniero dalle truppe padovane, perché il padre si era alleato con Cangrande della Scala ed assieme ad altri fuoriusciti padovani aveva tentato di rovesciare la Signoria: fu mandato prigioniero assieme al fratello Giacomino in Germania. Grazie al denaro sborsato dal padre, dopo due anni fu liberato, ma non poté rientrare in Padova; visse prima a Chioggia, a Venezia e quindi passò presso la corte dei Gonzaga a Mantova. Nel luglio 1340 il cugino Ubertino gli concesse di tornare in Padova.
Ubertino in punto di morte (27 marzo 1345) conferì la Signoria a Marsilietto Papafava da Carrara, togliendo la successione a Giacomo, a cui sarebbe spettata per i legami di parentela con il cugino. In ogni caso nella notte del 6 maggio successivo Giacomo uccise Marsilietto e riuscì ad ottenere la fedeltà degli ufficiali e dei capitani delle principali fortezze; la mattina seguente convocò il Consiglio e ricevette la formale nomina a Signore della città.
Fece immediatamente arrestare i famigliari di Marsilietto e i suoi principali collaboratori, ma nello stesso tempo concesse subito un'aministia generale e diede il permesso di rientro a numerosi fuoriusciti; inoltre si imparentò con la famiglia padovana dei Buzzacarini, facendo sposare il figlio Francesco con Fina, figlia di Pataro. In questo modo cercò di appianare i dissidi della città e guadagnare un maggior consenso popolare.
Nel dicembre 1345 fu scoperta e subito repressa una congiura capeggiata da Enrico, Francesco e Nicolò Maltraversi, conti di Lozzo: i primi due furono arrestati ed immediatamente decapitati, mentre Nicolò fuggì e fu bandito a vita dalla città e i suoi beni confiscati.
In politica estera, fece in modo di avere buone relazioni con i suoi vicini: Mastino della Scala, signore di Verona, Obizzo III d'Este, marchese di Ferrara, ma soprattutto con la Repubblica di Venezia, tanto che nel gennaio 1346 Giacomo II con il figlio Francesco I fu solennemente accolto tra la nobiltà della città lagunare. Per mantenere buoni rapporti, Giacomo chiamò sempre veneziani per ricoprire il ruolo di podestà di Padova e partecipò alle varie imprese di guerra al fianco di Venezia: riconquista di Zara (maggio 1346), riconquista di Capodistria (settembre 1348) e guerra contro la Repubblica di Genova (novembre 1350).
Giacomo II fu famoso per aver creato attorno a sé una corte di artisti che diedero lustro alla città e ai Da Carrara. Fu grazie alle sue insistenze che si trasferì a Padova Francesco Petrarca, nominato canonico del duomo cittadino nel 1349 per sua intercessione. Giacomo intese in tal modo trattenere in città il poeta il quale, oltre alla confortevole casa, in virtù del canonicato ottenne una rendita annua di 200 ducati d'oro.

### Morte

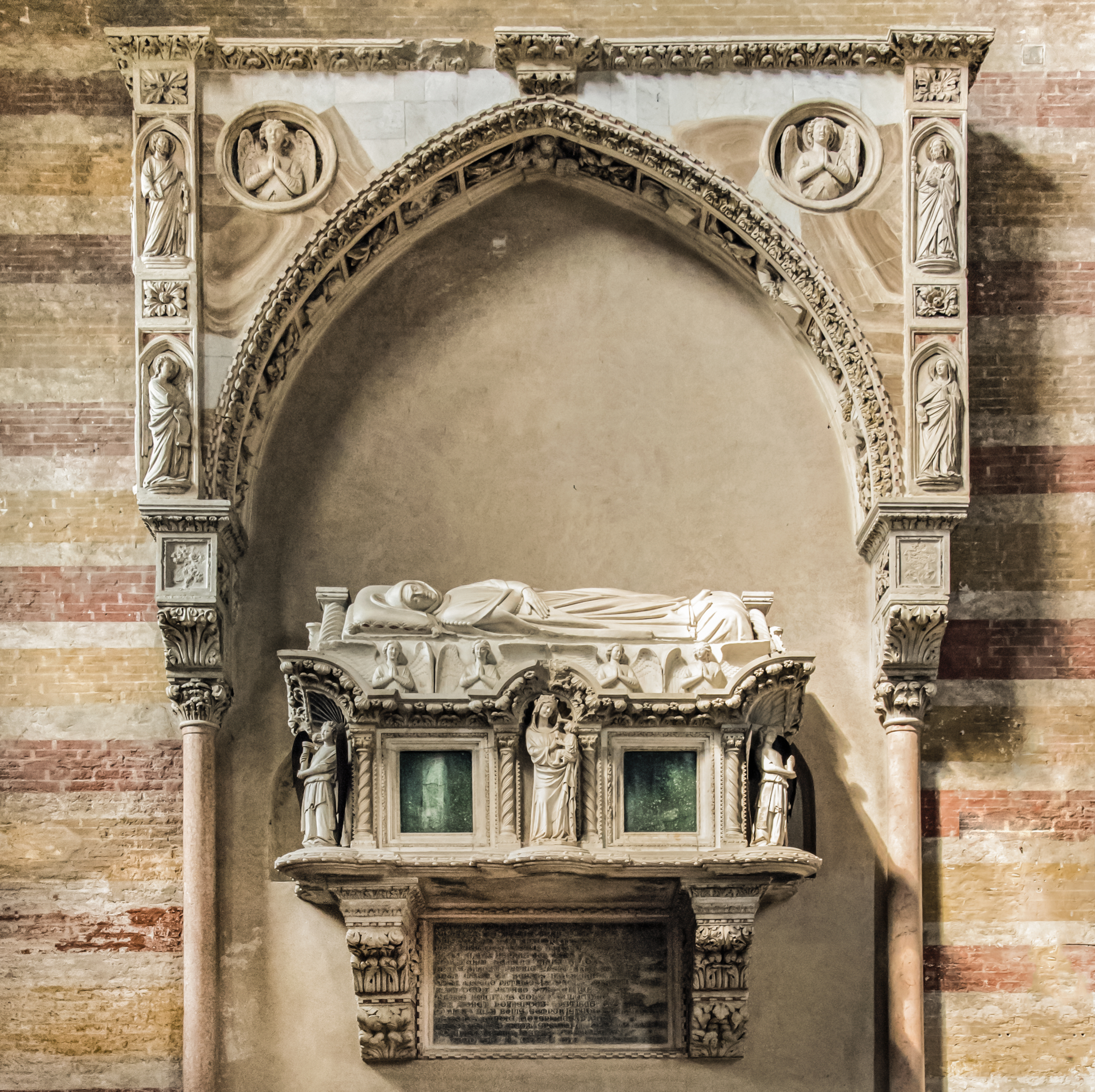
Andriolo de Santi - Tomba di Giacomo II da Carrara con epitaffio del Petrarca

Giacomo venne pugnalato a morte il 19 dicembre 1350 da Guglielmo da Carrara, figlio illegittimo di Giacomo I, che fu immediatamente trucidato dagli astanti. Guglielmo avrebbe assassinato Giacomo a causa del divieto di uscire dalla città ricevuto dalla Signoria a causa del suo comportamento violento.
Giacomo fu sepolto nella chiesa di Sant'Agostino di Padova in un sontuoso monumento funebre, dove fu incisa un'iscrizione in distici elegiaci latini composta dall'amico Francesco Petrarca. Nel 1820, quando la chiesa fu demolita, il monumento fu traslato nella chiesa degli Eremitani, dove si trova tuttora.

## Discendenza
Giacomo sposò in prime nozze nel 1318 Lieta Forzatè dalla quale ebbe questi figli:
- Francesco I (1325-1393), signore di Padova[1]
- Carrarese, sposò Federigo di Stumbergh[1]
- Margherita, sposò Ottone di Stumbergh[1]
- Gigliola, sposò Enrico conte di Gorizia[1]

Sposò quindi nel 1341 Costanza da Polenta ed ebbero questi figli:
- Niccolò (?-1394), condottiero[1]
- Ubertin Carlo, religioso[1]
- Giovanna, sposò Ulrico di Monfort
- Carlo, morto fanciullo[1]
- Marsiglio (?-1381 ca.)[1]
- Lieta (?-1389), sposò  Luca Savelli.[1]

Giacomo ebbe anche un figlio naturale, Bonifazio, monaco.